# Битва під Нансі
Битва під Нансі — вирішальна битва Бургундських війн, що відбулась 5 січня 1477 року поблизу столиці Лотарингії — міста Нансі, між швейцарсько-лотарінгськими військами (підтриманими Францією) та військами бургундського герцога Карла Сміливого. Останній намагався захопити Лотарингію з метою об'єднання своїх розрізнених володінь (Нідерланди і Бургундське герцогство) і створення самостійного королівства. Результат битви вирішили швейцарці: бургундські війська були розбиті, а Карл Сміливий вбитий.

## Склад військ

### Бургундська армія
Ядром бургундського війська була кіннота. В її складі знаходились представники видатної знаті — герцоги, графи й барони, лицарі-баннерети, що воювали з власними загонами під своїми родовими прапорами, лицарі-бакалаври (аристократи середньої ланки), а також дрібні землевласники та інші незнатні, але забезпечені люди, які могли собі дозволити придбання коштовного озброєння та бойового коня. Всі ці воїни отримували платню відповідно до свого рангу, при цьому допускалась можливість підвищення лицаря в чині до баннерета.
Більшість піхотинців було набрано з Фландрії та Голландії. Фламандські міста славились своїми чудовими пікінерами. Значну частину бургундського війська складали найманці. особливо Карл Сміливий цінував послуги італійських кондотьєрів, один з яких, граф Кампобассо, зрадив герцога під Нансі. Ще у 1472—1473 роках Карл найняв трьох кондотьєрів, включаючи Кампобассо, що найнялись на трирічну службу до герцога з 650 вершниками, 500 піхотинцями й 500 кінними арбалетниками. З часом чисельність кондотьєрів в армії Бургундії неухильно зростала, досягнувши максимуму до кінця правління Карла. В бургундській армії як найманці билось також близько 1000 уславлених англійських лучників, а також незначне число німецьких та швейцарських найманців.
В бургундській армії герцог увів деякі начала регулярності, започаткувавши ордонансні роти, в яких встановлювалась сувора дисципліна, платня, уніформа, символіка і т. ін. Ці роти складались із важко озброєних вершників, їхніх слуг, стрільців, піхотинців, а також воїнів, озброєних ручною вогнепальною зброєю. Військо Карла мало сильну артилерію, що включала бомбарди, кулеврини й серпентини, а також ручне озброєння.

### Швейцарська армія
Основу швейцарської армії складали алебардники, об'єднані до баталій (шикування у формі квадрату). У швейцарській армії знаходились загони кінних арбалетників, що прикривали баталії з флангів, чиїм завданням була розвідка, а також боротьба в авангарді й ар'єргарді. Окрім них, швейцарці мали також загони лучників, арбалетників та воїнів, озброєних ручною вогнепальною зброєю. У бойовому порядку баталії воїни, що стояли у перших рядах шикування, мали повне озброєння, на відміну від бійців, що розташовувались в центрі та в тилу, що не мали обладунків. Поєднання високого професіоналізму воїнів зі щільним шикуванням, непробивним для лицарської кінноти, було безперечною перевагою швейцарської армії.

## Перебіг битви
22 жовтня 1476 року Карл Сміливий взяв в облогу столицю Лотаринзького герцогства місто Нансі, незадовго до цього (6 жовтня) відвойовану у нього герцогом Лотаринзьким Рене II. Гарнізон Нансі через голод був уже готовий здати місто, коли до нього підійшли лотаринзько-швейцарські війська під командуванням герцога Рене. Союзники мали подвійну перевагу в живій силі над бургундцями, які, однак, мали потужнішу й численнішу артилерію.
Карл Сміливий, що зайняв зручну для оборони позицію, прикриту струмком та густою живою огорожею, розраховував вогнем своєї артилерії зупинити супротивника, а потім змусити його тікати атакою лицарської кінноти. Однак союзники, скористувавшись хуртовиною, що приховала їх пересування від супротивника, лише продемонстрували фронтальний наступ. Їхні основні сили були кинуті в обхід бургундських флангів.
Головні сили бургундської армії виявились зім'ятими. В центрі бургундські лицарі відчайдушною атакою потіснили лотарингців, але швейцарські пікінери зупинили їхній наступ, а потужна стрільба з арбалетів й аркебуз довершила розгром.
Майже все бургундське військо було перебито чи взято у полон. Карл Сміливий був убитий, причому його знівечене пораненнями тіло було впізнано із неабиякими зусиллями.

## Наслідки битви
Битва під Нансі мала важливі політичні наслідки. Вона завершила тривалу боротьбу французьких королів з бургундськими герцогами, що перешкоджали об'єднанню французьких земель. Володіння Карла Сміливого було розділено, Бургундське герцогство й деякі інші землі (на півночі Франції) відійшли до домену французького короля, а Нідерланди, а пізніше й Бургундське графство (Франш-Комте) потрапили під владу Габсбургів. Після воцаріння останніх в Іспанії, Франція опинилась з усіх боків затиснутою володіннями Габсбургів, які почали з нею тривалі війни, однією з причин яких було повернення їм «бургундської» спадщини.